# The Neighbor
The Neighbor (Hamseyeh) è un film del 2010 diretto da Naghmeh Shirkhan.
Il film è stato presentato al Festival del cinema africano, d'Asia e America Latina di Milano 2011 ed ha vinto il premio per il miglior lungometraggio Finestre sul Mondo.

## Trama
Un film di donne, cinque generazioni di iraniane alle prese con l'immigrazione, le separazioni, la solitudine.
 
“Penso che chiunque emigri dal suo paese, per qualunque motivo, si porti sempre dentro un senso di spaesamento e un desiderio di colmare quel vuoto.” dice la regista. Come fare per adattarsi? Cosa si è pronti a lasciare? E cosa non si può lasciare andare? A queste domande cerca di dare una risposta Shirin, che vive sola in Canada nella comunità iraniana di Vancouver, in un film che è come una storia d'amore tra madri e figlie.

## Riconoscimenti
- Festival del cinema africano, d'Asia e America Latina di Milano 2011
  - Premio per il miglior lungometraggio Finestre sul Mondo